# Bailya intricata
Bailya intricata is een soort in de klasse van de Gastropoda (Slakken).
Het dier komt uit het geslacht Bailya en behoort tot de familie Buccinidae. Bailya intricata werd in 1884 beschreven door Dall.